# Svetlana Isjmoeratova
Svetlana Irekovna Isjmoeratova (Russisch: Светлана Ирековна Ишмуратова) (Tsjeljabinsk, 20 april 1972) is een Russische voormalige biatlete.
Isjmoeratova maakte in het begin van haar carrière voornamelijk indruk tijdens haar optredens als lid van de Russische estafetteploeg. Zo werd ze in 2001 met diezelfde estafetteploeg wereldkampioene en won ze op de Olympische Winterspelen 2002 in Salt Lake City de bronzen medaille op dezelfde discipline. In 2003 won ze wederom een gouden medaille op de wereldkampioenschappen. Daarop behaalde ze tevens haar eerste medailles op individueel gebied. Op de massastart won ze zilver, terwijl ze op de achtervolging het brons in de wacht wist te slepen.
In 2004 voegde ze er een zilveren WK-medaille op de estafette aan toe en in 2005 behaalde ze goud in deze discipline. In datzelfde jaar werd voor het eerst de gemixte estafette gehouden en ook in deze discipline werd ze wereldkampioene. Daarna begon de voorbereiding voor de Olympische Winterspelen 2006. Op de eerste biatlonwedstrijd voor de vrouwen won ze de olympische titel. Ze won haar tweede olympische goud toen de Russische estafetteploeg als eerste de finishlijn passeerde. Hiermee was ze de meest succesvolle vrouwelijke biatlete op Winterspelen 2006.
Na de Winterspelen in 2006 besliste ze even te stoppen met topsport en bracht ze in april 2007 een zoon genaamd Mikhail ter wereld. Nadien maakte ze bekend voorgoed te stoppen met biatlon.